# Autofagi
 Ikke at forveskle med autofagia (selvskade ved spisning af egne legemsdele)
Autofagi (fra oldgræsk αὐτόφαγος autóphagos, der betyder "selvspisende") (også kaldet autofagocytose) er den naturlige og regulerede nedbrydning af cellens bestanddele, der foregår i cellens lysosomer. Autofagi gør det muligt på en kontrolleret måde at nedbryde og genbruge de dele af cellen, der måtte være uønskede eller er defekte.